# Dietmar Bartsch
Pour les articles homonymes, voir Bartsch.
Dietmar Gerhard Bartsch , né le 31 mars 1958 à Stralsund (RDA) est un homme politique allemand, membre du parti Die Linke. Il est député et co-président du groupe parlementaire Die Linke au Bundestag allemand. Il a également été trésorier du PDS, et responsable fédéral de Die Linke. Il est l'une des deux « têtes d'affiche nationales » de Die Linke aux élections fédérales en 2017 et 2021.

## Biographie

### Vie personnelle et professionnelle
Dietmar Bartsch est né le 31 mars 1958 à Stralsund, située à l'époque en RDA. Après avoir obtenu son Abitur avec mention en 1976 à Franzburg, Bartsch effectue son service militaire dans le bataillon parachutiste 40 de l'Armée nationale populaire entre 1976 et 1978.
Il étudie l'économie à l'université de Berlin-Karlshorst, obtenant son diplôme en 1983. Il travaille ensuite pour le journal contrôlé par la Jeunesse libre allemande Junge Welt.
De 1986 à 1990, il est aspirant à l'Académie des sciences sociales du Comité central du PCUS à Moscou. En 1990, il y obtient son doctorat ,. En mars 1990, Bartsch revient travailler au journal Junge Welt en tant que directeur général. Après l'échec de sa campagne de réélection au Bundestag en 2002, Bartsch travaille comme consultant, puis devient, en mai 2004, directeur général du quotidien Neues Deutschland. Il occupe ce poste jusqu'en décembre 2005.
Dietmar Bartsch vit séparément de sa femme et a deux enfants.

### Carrière politique
Bartsch adhère au Parti socialiste unifié d'Allemagne en 1977. De 1991 à 1997, Bartsch est trésorier fédéral du PDS, puis directeur fédéral. Lors des élections fédérales de 2002, il est nommé chef de campagne du PDS et est, avec Gabriele Zimmer, Petra Pau et Roland Claus, l'une des quatre têtes de liste au niveau fédéral. Le PDS échoue à obtenir cinq pour cent, et n'est représenté au Bundestag qu'avec deux députés directement élus. Ses opposants demandent alors sa démission. En 2002, il ne se présente pas à sa propre succession en tant que directeur fédéral.
En décembre 2005, Bartsch est réélu directeur fédéral du PDS. À la suite de la fusion entre le Parti du socialisme démocratique et l'Alternative électorale travail et justice sociale, il devient directeur fédéral du nouveau parti Die Linke. À la suite d'une polémique, Dietmar Bartsch ne se représente pas au poste lors du congrès fédéral de mai 2010.
Fin 2011, Bartsch déclare son intention de se présenter à la présidence du parti. Lors du congrès de juin 2012, Bartsch perd finalement contre le syndicaliste Bernd Riexinger, qui n'avait annoncé sa candidature que deux jours plus tôt.
Il est nommé Spitzenkandidat (« tête d'affiche nationale ») lors des élections fédérales de 2017 et 2021.

### Député

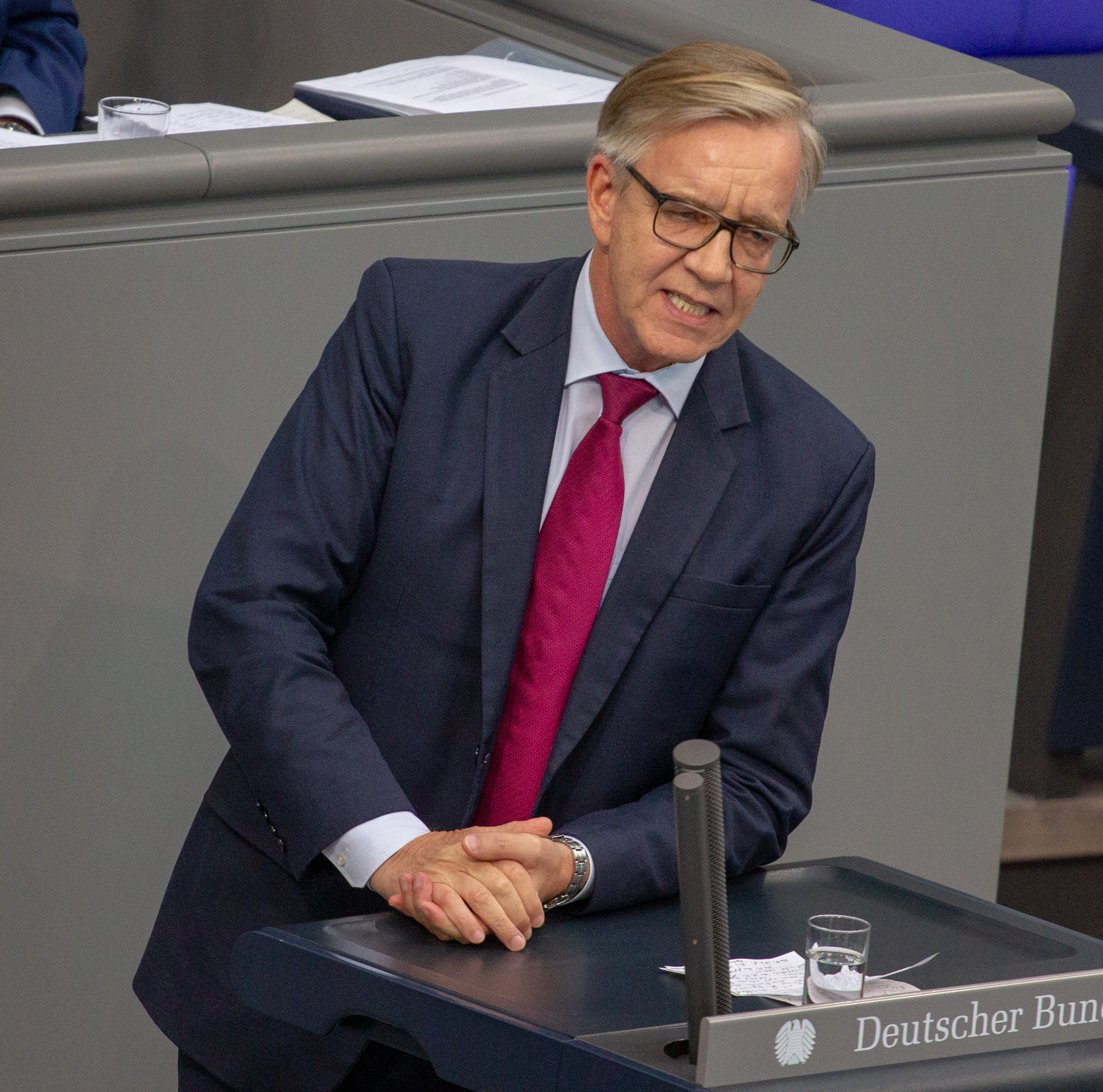
Dietmar Bartsch en 2019.

Bartsch est député de 1998 à 2002 puis à nouveau depuis 2005. Il a à chaque fois été élu via la liste du Land de Mecklembourg-Poméranie-Occidentale.
Bartsch est le vice-président du groupe parlementaire Die Linke au Bundestag du 21 janvier 2010 jusqu'en octobre 2015.
Au Bundestag allemand, Bartsch est membre de la commission mixte et membre suppléant de la commission budgétaire.
En janvier 2012, il est révélé que Dietmar Bartsch, en tant que député die Linke, est placé sous observation par l'Office fédéral de la protection de la Constitution, ce qui a été critiqué par des politiciens de tous les groupes politiques. Les députés du groupe au Bundestag ne sont plus observés depuis 2014.
En 2015, il est élu chef du groupe avec Sahra Wagenknecht.